# Обенро (комуна)
Обенроська комуна (дан. Aabenraa Kommune) — комуна у регіоні Південна Данія королівства Данія. Адміністративний центр муніципалітету — місто Обенро.

## Географія
Площа — 940.7 км². 

## Населення
У 2012 році населення муніципалітету становило 59 600 осіб.

## Міста-побратими
- Кальтенкірхен, Німеччина